# Elena Asen
Elena Asen (in greco Ελένα Ασανίνα?, Elena Asanina; 1224 circa – 1252) era un'imperatrice consorte di Nicea, avendo sposato con Teodoro II Lascaris (r. 1254-1258).
Era figlia dell'imperatore bulgaro Ivan Asen II e di Anna Maria d'Ungheria.

## Biografia
Era nata intorno al 1224, figlia dall'imperatore bulgaro Ivan Asen II e da Anna Maria d'Ungheria. Era sorella dell'imperatore Colomanno I di Bulgaria e della principessa Tamara di Bulgaria. I suoi nonni materni erano il re Andrea II d'Ungheria e Gertrude di Merania. Da parte paterna, l'imperatore Ivan Asen I di Bulgaria ed Elena Nemanja.
Era stata promessa in sposa a Baldovino II di Courtenay, l'ultimo imperatore latino, prima di sposare Teodoro.
Nell'ambito di un'alleanza tra il padre e l'imperatore di Nicea Giovanni III Vatatze, nel 1233 iniziarono le trattative per un matrimonio tra lei e il figlio ed erede di Vatatze, Teodoro II Lascaris, che avvenne infine nel 1235 a Gallipoli. Morì nella primavera o nell'estate del 1252.
Il marito morì nel 1258 e il figlio Giovanni IV Lascaris, che aveva solo sette anni, divenne imperatore.

## Discendenza
Elena e Teodoro hanno avuto cinque figli:
- Irene Doukaina Laskarina, che sposò Costantino I di Bulgaria (r. 1257-1277);
- Maria Doukaina Laskarina, che sposò Niceforo I d'Epiro;
- Teodora, che sposò Matteo di Mons, barone di Veligosti
- Eulogìa Lascaris, che sposò Guglielmo Pietro I di Ventimiglia;
- Giovanni IV Lascaris, imperatore fra il 1258 ed il 1261.

## Ascendenza
|                       |                      |                     | Genitori              |  |  | Nonni       |  |  | Bisnonni |  |
|                       |                      |                     |                       |  |  | Ivan Asen I |  |  | …        |  |
|                       |                      |                     |                       |  |  | Ivan Asen I |  |  | …        |  |
|                       |                      | …                   |                       |  |  | Ivan Asen I |  |  |          |  |
| Ivan Asen II          |                      |                     |                       |  |  | Ivan Asen I |  |  |          |  |
|                       |                      | Elena-Eugenia       | …                     |  |  |             |  |  |          |  |
|                       |                      | Elena-Eugenia       | …                     |  |  |             |  |  |          |  |
|                       |                      | Elena-Eugenia       | …                     |  |  |             |  |  |          |  |
| Elena Asen            |                      | Elena-Eugenia       |                       |  |  |             |  |  |          |  |
|                       | Andrea II d'Ungheria | Béla III d'Ungheria |                       |  |  |             |  |  |          |  |
|                       | Andrea II d'Ungheria | Béla III d'Ungheria |                       |  |  |             |  |  |          |  |
|                       | Andrea II d'Ungheria | Agnese d'Antiochia  |                       |  |  |             |  |  |          |  |
| Anna Maria d'Ungheria | Andrea II d'Ungheria |                     |                       |  |  |             |  |  |          |  |
|                       |                      | Gertrude di Merania | Bertoldo IV d'Andechs |  |  |             |  |  |          |  |
|                       |                      | Gertrude di Merania | Bertoldo IV d'Andechs |  |  |             |  |  |          |  |
|                       |                      | Gertrude di Merania | Agnese di Rochlitz    |  |  |             |  |  |          |  |
|                       |                      | Gertrude di Merania |                       |  |  |             |  |  |          |  |